# Baciro
Baciro is een bestuurslaag in het regentschap Jogjakarta van de provincie Jogjakarta, Indonesië. Baciro telt 12.603 inwoners (volkstelling 2010).